# San Marcelino (San Salvador)
San Marcelino is een stratovulkaan in het departement Sonsonate in El Salvador. De berg is ongeveer 1314 meter hoog.
De vulkaan maakt deel uit van de vulkanische bergketen Cordillera de Apaneca. Op ongeveer 500 meter naar het zuidwesten ligt een tweede bergtop met de naam Cerro Chino met een hoogte van 1148 meter. Op ongeveer vier kilometer naar het westen ligt de vulkaan Izalco, op vier kilometer naar het noordwesten de vulkaan Cerro Verde, op zes kilometer naar het noordwesten de Santa Ana-vulkaan en op zes kilometer naar het noordoosten de caldera en kratermeer van Coatepeque.